# Estación de las Indias Orientales
La Estación de las Indias Orientales (en inglés East Indies Station) fue una formación de la Marina Real británica en activo desde el año 1865 hasta el año 1941.
Desde el año 1831 hasta el año 1865 las estaciones de las Indias Orientales y la de China (China Station) formaban un solo comando conocido como Estación de la Indias Orientales y China (East Indies and China Station). La Estación de las Indias Orientales, fundada en el año 1865, cubría el Océano Índico (con exclusión de las aguas alrededor de las Indias Orientales Neerlandesas, Sudáfrica y Australia) e incluía el Golfo Pérsico y el Mar Rojo. Estas responsabilidades no implicaban reivindicaciones territoriales, pero la Royal Navy protegía activamente los intereses comerciales de Gran Bretaña.
La unidad tenía diferentes bases navales en Colombo, Trincomalee, Bombay, Basora y Adén. En respuesta al incremento de las amenazas por parte del Japón, la unidad independiente de las Indias Orientales se fusionó con la Estación de China en diciembre de 1941 para formar la Flota Oriental.

## Comandantes en Jefe
Los Comandantes en Jefe incluyen:
Comandante en Jefe, Indias orientales:
- Comodoro Curtis Barnett (1744-1746)[5]
- Comodoro (más tarde Vicealmirante) Thomas Griffin (1746-1748)[6]
- Contraalmirante Edward Boscawen (1748-1750)[7]
- Comodoro William Lisle (1750-1754)
- Contraalmirante (más tarde Vicealmirante) Charles Watson (1754-1757)[8]
- Vicealmirante George Pocock (1757-1759)[9]
- Comodoro (más tarde Contraalmirante) Charles Steevens (1760-1761)[10]
- Contraalmirante (más tarde Vicealmirante) Samuel Cornish (1761-1763)[11]
- Comodoro John Lindsay (más tarde Sir John Lindsay (1769-1772)[12]
- Contraalmirante Sir Robert Harland (1771-1775)[13]
- Comodoro Edward Hughes (1773-1777)[14]
- Comodoro (más tarde Contraalmirante) Sir Edward Vernon (1776-1780)[15]
- Contraalmirante Sir Edward Hughes (por segunda vez, 1780-1784)[14]
  - Vicealmirante Sir Hyde Parker, 5th Baronet (nombrado en el año 1782 pero perdido en el mar en su primera salida)[16]
- Comodoro Andrew Mitchell (1784-1785)[17]
- Comodoro Charles Hughes (1785-1787)
- Comodoro William Cornwallis (1788-1794)[18]
- Comodoro (más tarde Vicealmirante) Peter Rainier (1794-1805)[19]
  - Vicealmirante Sir George Keith Elphinstone (fue a la captura de las Indias Orientales Neerlandesas en el año 1795 pero Rainer ya se había adelantado)[20]
- Contraalmirante Sir Edward Pellew, 1st Baronet (1804-1809)[21]
- Contraalmirante Sir Thomas Troubridge, 1st Baronet (jointly with Pellew, 1805-1807)[22]
- Contraalmirante William O'Bryen Drury (1809-1811)
- Vicealmirante Sir Samuel Hood, 1st Baronet (1811-1814)[23]
- Comodoro George Sayer (1814)[24]
- Contraalmirante Sir George Burlton (1814-1815)
- Comodoro George Sayer (segundo mandato) 1815-1816)[24]
- Contraalmirante Sir Richard King, 2nd Baronet (1816-1820)[25]
- Contraalmirante Sir Henry Blackwood, 1st Baronet (1820-1822)[26]
- Comodoro Charles Grant (1822-1824)
- Comodoro Sir James Brisbane (1825-1826)[27]
  - Contraalmirante Joseph Bingham (nombrado en el año 1825 pero murió antes de ocupar su cargo)
- Contraalmirante William Hall Gage (1825-1829)[28]
- Contraalmirante Sir Edward Owen (1829-1832)[29]

Commander-in-Chief, East Indies and China Station
- 1831-1865, véase East Indies and China Station

Commander-in-Chief, East Indies & Cape of Good Hope Station
- Comodoro Frederick Montresor (1865)
- Comodoro Charles Hillyar (1865-1867)

Commander-in-Chief, East Indies Station
- Contraalmirante Leopold Heath (1867-1870)
- Contraalmirante James Cockburn (1870-1872)
- Contraalmirante Arthur Cumming (1872-1875)
- Contraalmirante Reginald Macdonald (1875-1877)
- Contraalmirante John Corbett (1877-1879)
- Contraalmirante William Gore Jones (1879-1882)
- Contraalmirante William Hewett (1882-1885)
- Contraalmirante Frederick Richards (1885-1888)
- Contraalmirante Edmund Fremantle (1888-1891)
- Contraalmirante Frederick Robinson (1891-1892)
- Contraalmirante William Kennedy (1892-1895)
- Contraalmirante Edmund Drummond (1895-1898)
- Contraalmirante Archibald Douglas (1898-1899)
- Contraalmirante Day Bosanquet (1899-1902)
- Contraalmirante Charles Drury (1902-1903)
- Contraalmirante George Atkinson-Willes (1903-1905)
- Contraalmirante Edmund Poë (1905 - 1907)
- Contraalmirante Sir George Warrender (1907-1909)
- Contraalmirante Edmond Slade (1909-1912)
- Contraalmirante Alexander Bethell (1912)
- Contraalmirante Richard Peirse (1913-1915)
- Contraalmirante Rosslyn Wemyss (1916-1917)
- Contraalmirante Ernest Gaunt (1917-1919)
- Contraalmirante Hugh Tothill (1919-1921)
- Contraalmirante Lewis Clinton-Baker (1921-1923)
- Contraalmirante Herbert Richmond (1923-1925)
- Contraalmirante Walter Ellerton (1925-1927)
- Contraalmirante Bertram Thesiger (1927-1929)
- Contraalmirante Eric Fullerton (1929-1932)
- Contraalmirante Martin Dunbar-Nasmith (1932-1934)
- Vicealmirante Forrester Rose (1934-1936)
- Vicealmirante Alexander Ramsay (1936-1938)
- Vicealmirantr James Somerville (1938-1939)
- Sir Almirante Ralph Leatham (1939-1941)